# Ommata scopipes
Ommata scopipes là một loài bọ cánh cứng trong họ Cerambycidae.